# Microdon trigoniformis
Microdon trigoniformis är en tvåvingeart som beskrevs av Shannon 1927. Microdon trigoniformis ingår i släktet myrblomflugor, och familjen blomflugor. Inga underarter finns listade i Catalogue of Life.